# Kotelnikowo
Kotelnikowo (russisch Котельниково) ist eine Stadt mit 20.428 Einwohnern (Stand 14. Oktober 2010) und Verwaltungszentrum des gleichnamigen Rajons in der Oblast Wolgograd in Russland.

## Geographie
Kotelnikowo liegt im Süden der Oblast, 190 km südwestlich der Gebietshauptstadt Wolgograd und wenige Kilometer nördlich der Verwaltungsgrenze zur Oblast Rostow. Unmittelbar nördlich der Stadt beginnt ein Seitenarm des Zimljansker Stausees des Don.
Die Kotelnikowo am nächsten gelegenen Städte sind Wolgodonsk (74 km westlich) und Zimljansk (77 km westlich). Beide befinden sich in der Oblast Rostow.

## Geschichte
Kotelnikowo entstand 1897 als Siedlung bei der zwei Jahre später eröffneten Eisenbahnstation an der Strecke von Wolgograd (damals: Zarizyn) nach Salsk. Der Ortsname wurde vom Familiennamen Kotelnikow abgeleitet, der einem der Erstsiedler dieser Gegend gehört haben soll.
Im Zweiten Weltkrieg diente der Ort während der Schlacht von Stalingrad als ein Stützpunkt für deutsche Truppen des Feldmarschalls Erich von Manstein, bis er am 29. Dezember 1942 im Zuge einer Gegenoffensive der Einheiten der Roten Armee befreit wurde.
Den Stadtstatus erhielt Kotelnikowo 1955.

### Bevölkerungsentwicklung
| Jahr | Einwohner |
| ---- | --------- |
| 1939 | 15.460    |
| 1959 | 17.605    |
| 1970 | 19.063    |
| 1979 | 20.171    |
| 1989 | 20.328    |
| 2002 | 19.656    |
| 2010 | 20.428    |

Anmerkung: Volkszählungsdaten

## Wirtschaft und Infrastruktur
Kotelnikowo befindet sich mitten in einem bis heute landwirtschaftlich dominierten Gebiet. Aus diesem Grund ist auch die Industrie der Stadt mit Betrieben der Lebensmittelindustrie und des Landwirtschaftsmaschinenbaus stark auf diesen Sektor hin ausgerichtet. Allerdings ist insbesondere der Maschinenbau während der wirtschaftlichen Dauerkrise der 1990er-Jahre praktisch zum Erliegen gekommen. Gegenwärtig existieren stattdessen Pläne des Konzerns EuroChem, in Kotelnikowo ein Chemiekombinat zu errichten, um die nahe der Stadt erschlossenen Kalisalzvorkommen dort zu verarbeiten. Dieses Bauvorhaben soll in Zusammenarbeit u. a. mit der deutschen Thyssen Schachtbau GmbH realisiert werden.

## Söhne und Töchter der Stadt
- Alina Stremous (* 1995), russisch-moldawische Biathletin
- Artjom Kosjulin (* 1996), russisch-georgischer Eishockeyspieler